# Jupiler Pro League de 2023–24
A Pro League Belga de 2023–24 (oficialmente conhecida como Jupiler Pro League devido a motivos de patrocínio) foi a 121ª edição da principal divisão do futebol belga, a temporada começou em 28 de julho de 2023 e terminou  em 26 de maio de 2024.
O Brugge foi o campeão da competição, o clube enfrentou o Cercle Brugge em casa, na qual precisava de uma vitória ou empate para confirmar o título, após a partida, as duas equipes ficaram no empate em 0–0. Assim fazendo que o Brugge conquistasse seu décimo nono título do Campeonato Belga.

## Visão Geral
Após 3 temporadas, a Pro League Belga retorna ao formato "antigo" com o número de times reduzido de 18 para 16 e com playoffs semelhantes aos anteriores. Após a temporada regular, as seis melhores equipes se classificam para os Play-offs dos Campeões (comumente chamados de "Play-offs I"), as equipes do 7º ao 12º lugar se classificarão para os Play-offs da Europa (comumente chamados de "Play-offs II" ), mas o mais importante é que o número de times rebaixados aumenta de um para dois ou três, já que os quatro últimos times (13º a 16º) jogarão playoffs de rebaixamento, após a conclusão dos quais os dois últimos times serão rebaixados diretamente, com o time terminando 14º no geral para enfrentar o 3º colocado da Challenger Pro League pela vaga final na Pro League Belga de 2024–25.

### Formato da temporada regular
Um total de 16 times participam dessa edição, sendo que 15 competiram na temporada passada e 1 foi promovido da Challenger Pro League. Cada time irá jogar 30 partidas, metade como mandante e metade como visitante.

### Play-offs I
Os Play-offs I ou (Play-offs dos Campeões) decidirão o campeão geral da liga. As seis melhores equipes da temporada regular se classificam e jogam um torneio round-robin, com cada equipe começando com metade dos pontos obtidos durante a temporada regular. Os pontos iniciais são arredondados, em caso de empate na classificação ao final dos Play-offs dos Campeões, os meios pontos ganhos são deduzidos primeiro. 
As equipes que terminarem nas três primeiras posições após a conclusão dos Play-offs dos Campeões qualificam-se para o futebol europeu, com a equipe na quarta posição enfrentar o vencedor dos Play-offs II (Play-offs da Europa).

### Play-offs II
Os Play-offs II ou (Play-offs da Europa) serão disputados pelas equipes nas posições 7 a 12 no final da temporada regular. As equipes jogam um torneio round-robin, com cada equipe começando com metade dos pontos obtidos durante a temporada regular. Os pontos iniciais são arredondados, em caso de empate na classificação no final dos Play-offs da Europa, quaisquer meios pontos ganhos são deduzidos primeiro. O vencedor dos Play-offs da Europa enfrenta o time que termina em quarto lugar nos Play-offs I (Play-offs dos Campeões) para decidir qual time se qualifica para o futebol europeu.

### Play-off Europeu
Jogo único entre o quarto colocado do Play-off dos Campeões e o vencedor dos Play-offs da Europa, com vantagem em casa para o time classificado dos Play-off dos Campeões. O vencedor se classifica para o futebol europeu. 
Note-se que em alguns casos outra equipa além da quarta equipe dos Play-offs dos Campeões pode enfrentar o vencedor dos Play-offs da Europa, devido ao fato de o vencedor da época regular ter sempre direito ao futebol europeu e, portanto, sempre tem a garantia de jogar pelo menos a pré-eliminatória da Liga Conferência; e devido ao fato de a equipe vencedora da Copa da Bélgica de 2023–24 desocupar sua vaga na fase de play-off da Liga Europa, caso também se classifique para as (rondas de qualificação da) Liga dos Campeões ao terminar em primeiro ou segundo.

### Play-offs de Rebaixamento
As quatro últimas equipes após a temporada regular jogam os Play-offs de rebaixamento, um torneio round-robin em que começam com todos os pontos obtidos durante a temporada regular. As equipes que terminarem em terceiro e quarto lugar na conclusão dos Play-offs de Rebaixamento serão rebaixadas para a Challenger Pro League, a equipe que terminar em segundo lugar terá que enfrentar o vencedor do Play-offs de Promoção da Challenger Pro League, com o vencedor dessa partida jogando na Jupiler Pro League de 2024–25.

### Play-off de promoção/rebaixamento
A equipe que terminar em segundo lugar nos Play-offs de Rebaixamento enfrentará o vencedor da Play-offs de promoção da Challenger Pro League em duas partidas. O time que joga na Pro League Belga tem a vantagem de jogar em casa na segunda partida. O vencedor é promovido ou permanece na Pro League Belga, o time perdedor é rebaixado ou permanece na Challenger Pro League.

### Critérios de desempate
Em caso de empate entre dois ou mais clubes, os critérios serão:
1. Pontos no confronto direto;
2. Número de vitórias
3. Saldo de gols;
4. Gols marcados;
5. Número de vitórias ganhas fora de casa;
6. Diferença de gols fora de casa;
7. Gols marcados fora de casa.

## Participantes

### Promovidos e rebaixados
| Pos. | Rebaixados da Jupiler Pro League de 2022–23 |
| ---- | ------------------------------------------- |
| 16°  | KV Oostende                                 |
| 17°  | Zulte Waregem                               |
| 18°  | RFC Seraing                                 |

| Pos. | Promovidos da Challenger Pro League de 2022–23 |
| ---- | ---------------------------------------------- |
| 1º   | RWD Molenbeek                                  |

### Estádios e localizações
Cercle Brugge

 Brugge
| Clube                | Cidade       | Estádio                       | Capacidade | Títulos                |
| -------------------- | ------------ | ----------------------------- | ---------- | ---------------------- |
| Anderlecht           | Bruxelas     | Constant Vanden Stock Stadium | 28.063     | 37 (último em 2016–17) |
| Cercle Brugge        | Bruges       | Estádio Jan Breydel           | 29.062     | 3 (último em 1929–30)  |
| Charleroi            | Charleroi    | Stade du Pays de Charleroi    | 25.000     | 0 (nenhum)             |
| Club Brugge          | Bruges       | Estádio Jan Breydel           | 29.062     | 18 (último em 2021–22) |
| Eupen                | Eupen        | Kehrwegstadion                | 8.366      | 0 (nenhum)             |
| Genk                 | Genk         | Luminus Arena                 | 23.718     | 4 (último em 2018–19)  |
| Gent                 | Gante        | Ghelamco Arena                | 20.000     | 1 (último em 2014–15)  |
| Kortrijk             | Kortrijk     | Guldensporenstadion           | 9.500      | 0 (nenhum)             |
| Mechelen             | Mechelen     | Achter de Kazerne             | 16.672     | 0 (nenhum)             |
| Oud-Heverlee Leuven  | Lovaina      | Den Dreef                     | 10.020     | 0 (nenhum)             |
| Royal Antwerp        | Antuérpia    | Bosuilstadion                 | 16.144     | 5 (atual-campeão)      |
| RWD Molenbeek        | Bruxelas     | Estádio Edmond Machtens       | 12.266     | 0 (nenhum)             |
| Sint-Truidense       | Sint-Truiden | Estádio Stayen                | 11.250     | 0 (nenhum)             |
| Standard de Liège    | Liège        | Estádio de Sclessin           | 30.030     | 10 (último em 2009–10) |
| Union Saint-Gilloise | Bruxelas     | Estádio Joseph Marien         | 9.400      | 11 (último em 1934–35) |
| Westerlo             | Westerlo     | Estádio Het Kuipje            | 7.982      | 0 (nenhum)             |

## Classificação

### Temporada regular
| Pos | Equipe               | Pts | J  | V  | E  | D  | GP | GC | SG  | Classificação ou descenso                                     |
| --- | -------------------- | --- | -- | -- | -- | -- | -- | -- | --- | ------------------------------------------------------------- |
| 1   | Union Saint-Gilloise | 70  | 30 | 21 | 7  | 2  | 63 | 31 | +32 | Qualificado para Liga Europa da UEFA de 2024–25 e Play-offs I |
| 2   | Anderlecht           | 63  | 30 | 18 | 9  | 3  | 58 | 30 | +28 | Play-offs I                                                   |
| 3   | Royal Antwerp        | 52  | 30 | 14 | 10 | 6  | 55 | 27 | +28 | Play-offs I                                                   |
| 4   | Brugge               | 51  | 30 | 14 | 9  | 7  | 62 | 29 | +33 | Play-offs I                                                   |
| 5   | Cercle Brugge        | 47  | 30 | 14 | 5  | 11 | 44 | 34 | +10 | Play-offs I                                                   |
| 6   | Genk                 | 47  | 30 | 12 | 11 | 7  | 51 | 31 | +20 | Play-offs I                                                   |
| 7   | Gent                 | 47  | 30 | 12 | 11 | 7  | 53 | 38 | +15 | Play-offs II                                                  |
| 8   | Mechelen             | 45  | 30 | 13 | 6  | 11 | 39 | 34 | +5  | Play-offs II                                                  |
| 9   | Sint-Truidense       | 40  | 30 | 10 | 10 | 10 | 35 | 46 | −11 | Play-offs II                                                  |
| 10  | Standard de Liège    | 34  | 30 | 8  | 10 | 12 | 33 | 41 | −8  | Play-offs II                                                  |
| 11  | Westerlo             | 30  | 30 | 7  | 9  | 14 | 42 | 54 | −12 | Play-offs II                                                  |
| 12  | Oud-Heverlee Leuven  | 29  | 30 | 7  | 8  | 15 | 34 | 47 | −13 | Play-offs II                                                  |
| 13  | Charleroi            | 29  | 30 | 7  | 8  | 15 | 26 | 48 | −22 | Play-offs de Rebaixamento                                     |
| 14  | Eupen                | 24  | 30 | 7  | 3  | 20 | 24 | 58 | −34 | Play-offs de Rebaixamento                                     |
| 15  | Kortrijk             | 24  | 30 | 6  | 6  | 18 | 22 | 57 | −35 | Play-offs de Rebaixamento                                     |
| 16  | RWD Molenbeek        | 23  | 30 | 5  | 8  | 17 | 31 | 67 | −36 | Play-offs de Rebaixamento                                     |

1. ↑  Os vencedores da temporada regular se classificarão para a Liga Europa da UEFA de 2024–25 se não se classificarem para a Liga dos Campeões da UEFA de 2024–25 nos playoffs.

### Confrontos
| Mandante \ Visitante | AND | ANT | CER | CHA | CLU | EUP | GNK | GNT | KVK | MEC | OHL | RWD | STR | STA | USG | WES |
| -------------------- | --- | --- | --- | --- | --- | --- | --- | --- | --- | --- | --- | --- | --- | --- | --- | --- |
| Anderlecht           | —   | 1–0 | 2–0 | 2–1 | 1–1 | 1–0 | 2–1 | 1–0 | 0–1 | 3–1 | 5–1 | 2–1 | 4–1 | 2–2 | 2–2 | 2–1 |
| Royal Antwerp        | 1–1 | —   | 1–0 | 4–1 | 2–1 | 4–1 | 3–2 | 0–0 | 6–0 | 0–1 | 1–0 | 0–0 | 3–0 | 6–0 | 1–1 | 2–2 |
| Cercle Brugge        | 0–3 | 1–3 | —   | 2–0 | 1–1 | 2–0 | 0–1 | 2–0 | 3–0 | 2–3 | 3–2 | 4–0 | 4–1 | 1–1 | 0–2 | 2–1 |
| Charleroi            | 1–3 | 3–2 | 0–0 | —   | 1–4 | 1–0 | 0–1 | 1–3 | 1–0 | 3–1 | 0–0 | 2–1 | 1–1 | 1–1 | 1–3 | 1–1 |
| Brugge               | 1–2 | 2–1 | 0–0 | 4–2 | —   | 4–0 | 1–1 | 2–0 | 3–3 | 1–1 | 3–1 | 7–1 | 1–1 | 2–0 | 1–1 | 3–0 |
| Eupen                | 1–3 | 1–0 | 0–2 | 2–0 | 0–5 | —   | 1–3 | 0–2 | 1–1 | 0–1 | 3–1 | 1–3 | 1–0 | 1–3 | 1–2 | 2–2 |
| Genk                 | 1–1 | 3–0 | 1–1 | 0–0 | 0–3 | 0–1 | —   | 2–2 | 4–0 | 4–0 | 3–1 | 3–1 | 3–3 | 1–0 | 0–1 | 3–3 |
| Gent                 | 1–1 | 2–2 | 1–2 | 5–0 | 2–1 | 2–1 | 1–1 | —   | 3–2 | 1–2 | 4–0 | 4–0 | 2–2 | 3–1 | 1–1 | 2–2 |
| Kortrijk             | 2–2 | 0–1 | 2–1 | 1–0 | 1–0 | 1–3 | 0–3 | 0–2 | —   | 0–3 | 0–0 | 3–2 | 0–1 | 1–1 | 1–3 | 1–2 |
| Mechelen             | 2–2 | 0–0 | 0–2 | 1–0 | 0–0 | 1–0 | 1–1 | 0–1 | 3–0 | —   | 1–2 | 3–1 | 0–2 | 3–0 | 4–0 | 3–1 |
| Oud-Heverlee Leuven  | 1–1 | 1–1 | 1–2 | 0–0 | 0–1 | 3–0 | 2–1 | 1–1 | 3–0 | 1–0 | —   | 1–2 | 4–0 | 1–2 | 0–2 | 0–2 |
| RWD Molenbeek        | 0–3 | 0–4 | 2–1 | 0–0 | 1–6 | 0–1 | 0–4 | 1–1 | 1–1 | 1–0 | 1–1 | —   | 3–0 | 2–2 | 2–3 | 1–1 |
| Sint-Truidense       | 0–1 | 1–1 | 0–2 | 1–0 | 2–1 | 1–1 | 1–1 | 4–1 | 1–0 | 2–0 | 1–1 | 2–1 | —   | 1–0 | 0–4 | 1–0 |
| Standard de Liège    | 3–2 | 0–1 | 0–1 | 0–0 | 2–1 | 4–0 | 1–0 | 4–2 | 0–1 | 1–1 | 1–0 | 1–1 | 1–1 | —   | 0–1 | 0–0 |
| Union Saint-Gilloise | 2–0 | 2–2 | 2–1 | 3–1 | 2–1 | 4–1 | 0–2 | 1–1 | 3–0 | 1–0 | 5–1 | 3–2 | 2–1 | 2–1 | —   | 2–2 |
| Westerlo             | 1–3 | 0–3 | 4–2 | 0–1 | 0–1 | 2–0 | 1–1 | 1–3 | 1–0 | 2–3 | 0–3 | 3–0 | 3–3 | 2–1 | 1–3 | —   |

## Play-offs

### Play-offs I
Os pontos do Anderlecht, Club Brugge, Cercle Brugge e Genk foram arredondados, e assim em caso de empate por pontos, Union Saint-Gilloise e Royal Antwerp estarão sempre à frente dessas quatro equipes.
| Pos | Equipe               | Pts | J  | V | E | D | GP | GC | SG  | Classificação ou descenso                                    |  | CLU | USG | AND | CER | GNK | ANT |
| --- | -------------------- | --- | -- | - | - | - | -- | -- | --- | ------------------------------------------------------------ |  | --- | --- | --- | --- | --- | --- |
| 1   | Brugge (C)           | 50  | 10 | 7 | 3 | 0 | 21 | 6  | +15 | Fase de liga da Liga dos Campeões da UEFA de 2024–25         |  | —   | 2–2 | 3–1 | 0–0 | 4–0 | 3–0 |
| 2   | Union Saint-Gilloise | 49  | 10 | 4 | 2 | 4 | 17 | 12 | +5  | 3ª. Pré-eliminatória da Liga dos Campeões da UEFA de 2024–25 |  | 1–2 | —   | 0–0 | 2–3 | 2–0 | 4–1 |
| 3   | Anderlecht           | 46  | 10 | 4 | 2 | 4 | 12 | 12 | 0   | Play-off da Liga Europa da UEFA de 2024–25                   |  | 0–1 | 2–1 | —   | 3–0 | 2–1 | 1–0 |
| 4   | Cercle Brugge        | 37  | 10 | 3 | 4 | 3 | 13 | 13 | 0   | 2ª. Pré-eliminatória da Liga Europa da UEFA de 2024–25       |  | 1–1 | 1–2 | 1–1 | —   | 4–1 | 0–1 |
| 5   | Genk                 | 37  | 10 | 4 | 1 | 5 | 8  | 17 | −9  | Play-off Europeu                                             |  | 0–3 | 1–0 | 2–1 | 1–1 | —   | 1–0 |
| 6   | Royal Antwerp        | 32  | 10 | 2 | 0 | 8 | 7  | 18 | −11 |                                                              |  | 1–2 | 0–3 | 3–1 | 1–2 | 0–1 | —   |

1. ↑  O Union Saint-Gilloise se classificou para o Play-off da Liga Europa ao vencer a Copa da Bélgica de 2023–24. Se eles se classificarem com base na posição na liga, a segunda pré-eliminatória da Liga Europa e a vaga no play-off das competições europeias serão passadas para as próximas duas equipes mais bem colocadas que não se qualificarem para as competições europeias.

### Play-offs II
Os pontos de Gent, Mechelen e Oud-Heverlee Leuven foram arredondados, pelo que em caso de empate por pontos, Sint-Truidense, Standard de Liège e Westerlo estarão sempre à frente dessas três equipes.
| Pos | Equipe              | Pts | J  | V | E | D | GP | GC | SG  | Classificação ou descenso |     | GNT | MEC | STR | OHL | STA | WES |
| --- | ------------------- | --- | -- | - | - | - | -- | -- | --- | ------------------------- | --- | --- | --- | --- | --- | --- | --- |
| 1   | Gent                | 48  | 10 | 8 | 0 | 2 | 28 | 10 | +18 | Play-off Europeu          |     | —   | 3–1 | 2–0 | 0–1 | 5–1 | 3–2 |
| 2   | Mechelen            | 39  | 10 | 5 | 1 | 4 | 20 | 18 | +2  |                           |     | 2–4 | —   | 2–3 | 3–0 | 3–2 | 3–2 |
| 3   | Sint-Truidense      | 33  | 10 | 3 | 4 | 3 | 14 | 15 | −1  |                           | 0–2 | 2–1 | —   | 0–0 | 3–3 | 2–0 |     |
| 4   | Oud-Heverlee Leuven | 30  | 10 | 4 | 3 | 3 | 12 | 12 | 0   |                           | 2–1 | 2–3 | 1–0 | —   | 3–1 | 1–2 |     |
| 5   | Standard de Liège   | 22  | 9  | 0 | 5 | 4 | 12 | 22 | −10 |                           | 1–4 | 0–0 | 1–1 | 0–0 | —   | TBD |     |
| 6   | Westerlo            | 21  | 9  | 1 | 3 | 5 | 12 | 20 | −8  |                           | 0–3 | 0–2 | 2–2 | 1–1 | 3–3 | —   |     |

1. ↑  A partida entre Standard e Westerlo em 10 de maio de 2024 não pôde ser disputada porque os torcedores do Standard impediram que o ônibus do Standard partisse para o estádio. Cabe agora à Federação Belga julgar quem é o culpado e se Westerlo vencerá a partida com pontuação perdida ou se a partida será repetida.[4]

### Play-off Europeu
| 2 de junho de 2024 | Genk | 0 – 1     | Gent          | Luminus Arena, Genk          |
| 13:30 (UTC+2)      |      | Relatório | Hjulsager 60' | Árbitro: BEL Nicolas Laforge |

### Play-offs de Rebaixamento
| Pos | Equipe        | Pts | J | V | E | D | GP | GC | SG | Classificação ou descenso                    |  | CHA | KVK | RWD | EUP |
| --- | ------------- | --- | - | - | - | - | -- | -- | -- | -------------------------------------------- |  | --- | --- | --- | --- |
| 1   | Charleroi     | 45  | 6 | 5 | 1 | 0 | 11 | 4  | +7 |                                              |  | —   | 3–1 | 0–0 | 1–0 |
| 2   | Kortrijk      | 31  | 6 | 2 | 1 | 3 | 7  | 10 | −3 | Play-off de promoção/rebaixamento            |  | 1–2 | —   | 2–4 | 1–0 |
| 3   | RWD Molenbeek | 30  | 6 | 2 | 1 | 3 | 8  | 9  | −1 | Rebaixado à Challenger Pro League de 2024–25 |  | 1–3 | 0–1 | —   | 3–1 |
| 4   | Eupen         | 28  | 6 | 1 | 1 | 4 | 5  | 8  | −3 | Rebaixado à Challenger Pro League de 2024–25 |  | 1–2 | 1–1 | 2–0 | —   |

### Play-off de promoção/rebaixamento
| 19 de maio de 2024 | Lommel | 0 – 1     | Kortrijk        | Soevereinstadion, Lommel     |
| 19:15              |        | Relatório | Kadri 14' (pen) | Árbitro: BEL Lawrence Visser |

| 26 de maio de 2024 | Kortrijk                                  | 4 – 2     | Lommel                             | Guldensporen Stadion, Kortrijk |
| 13:30              | Ambrose 96', 101', 117' · João Silva 109' | Relatório | Diego Rosa 3' · Schoofs 105' (pen) | Árbitro: BEL Bert Put          |

## Estatísticas
Atualizado em 29 de maio de 2024.
| \| Pos. \| Jogador \| Clube \| Gols[5] \| \| ---- \| ------------------ \| -------------------- \| ------- \| \| 1 \| Kévin Denkey \| Cercle Brugge \| 27 \| \| 2 \| Anders Dreyer \| Anderlecht \| 19 \| \| 3 \| Igor Thiago \| Brugge \| 18 \| \| 3 \| Mohamed Amoura \| Union Saint-Gilloise \| 18 \| \| 5 \| Gustaf Nilsson \| Union Saint-Gilloise \| 16 \| \| 6 \| Aboubakary Koita \| Sint-Truidense \| 15 \| \| 6 \| Kasper Dolberg \| Anderlecht \| 15 \| \| 6 \| Tarik Tissoudali \| Gent \| 15 \| \| 9 \| Andreas Skov Olsen \| Brugge \| 14 \| \| 10 \| Nicolas Madsen \| Westerlo \| 13 \| |                    |                      |      |
| Pos. | Jogador            | Clube                | Gols |
| 1 | Kévin Denkey       | Cercle Brugge        | 27   |
| 2 | Anders Dreyer      | Anderlecht           | 19   |
| 3 | Igor Thiago        | Brugge               | 18   |
| 3 | Mohamed Amoura     | Union Saint-Gilloise | 18   |
| 5 | Gustaf Nilsson     | Union Saint-Gilloise | 16   |
| 6 | Aboubakary Koita   | Sint-Truidense       | 15   |
| 6 | Kasper Dolberg     | Anderlecht           | 15   |
| 6 | Tarik Tissoudali   | Gent                 | 15   |
| 9 | Andreas Skov Olsen | Brugge               | 14   |
| 10 | Nicolas Madsen     | Westerlo             | 13   |